# 三教指帰註抄
『三教指帰註抄』（さんごうしきちゅうしょう）は、『三教指帰』の注釈書。著者は不明。延応元年（1239年）成立か。『三教勘注抄』の踏襲が多い。